# Podnoszenie ciężarów na Letnich Igrzyskach Olimpijskich 2000 – waga musza kobiet
Rywalizacja w wadze do 48 kg kobiet w podnoszeniu ciężarów na Letnich Igrzyskach Olimpijskich 2000 odbyła się 17 września 2000 roku w hali Sydney Convention and Exhibition Centre. W rywalizacji wystartowało 12 zawodniczek z 9 krajów. Był to debiut tej konkurencji w programie olimpijskim. Pierwszą w historii mistrzynią olimpijską w tej kategorii wagowej została Tara Nott z USA, srebrny medal wywalczyła Raema Lisa Rumbewas z Indonezji, a trzecie miejsce zajęła jej rodaczka - Sri Indriyani.
Pierwotnie pierwsze miejsce zajęła Izabeła Dragnewa z Bułgarii, jednak po wykryciu w jej organizmie zabronionych środków została ona zdyskwalifikowana.

## Wyniki
| Pozycja | Zawodnik              | Reprezentacja     | Waga  | Rwanie | Rwanie | Rwanie | Podrzut | Podrzut | Podrzut | Wynik |
| Pozycja | Zawodnik              | Reprezentacja     | Waga  | 1      | 2      | 3      | 1       | 2       | 3       | Wynik |
| ------- | --------------------- | ----------------- | ----- | ------ | ------ | ------ | ------- | ------- | ------- | ----- |
| 1. !    | Tara Nott             | Stany Zjednoczone | 47,48 | 80,0   | 82,5   | 82,5   | 100,0   | 102,5   | 105,0   | 185,0 |
| 2. !    | Raema Lisa Rumbewas   | Indonezja         | 47,98 | 80,0   | 85,0   | 85,0   | 102,5   | 105,0   | 107,5   | 185,0 |
| 3. !    | Sri Indriyani         | Indonezja         | 47,28 | 80,0   | 82,5   | 82,5   | 100,0   | 100,0   | 100,0   | 182,5 |
| 4       | Kay Thi Win           | Birma             | 47,48 | 80,0   | 85,0   | 85,0   | 100,0   | 105,0   | 105,0   | 180,0 |
| 5       | Robin Goad            | Stany Zjednoczone | 47,66 | 77,5   | 80,0   | 80,0   | 95,0    | 100,0   | 105,0   | 177,5 |
| 6       | Kaori Niyanagi        | Japonia           | 47,66 | 75,0   | 80,0   | 80,0   | 100,0   | 100,0   | 105,0   | 175,0 |
| 7       | Eva Giganti           | Włochy            | 46,56 | 77,5   | 77,5   | 77,5   | 92,5    | 95,0    | 95,0    | 170,0 |
| 8       | Sabrina Richard       | Francja           | 46,88 | 70,0   | 72,5   | 75,0   | 87,5    | 92,5    | 92,5    | 157,5 |
| 9       | Maria Elisabete Jorge | Brazylia          | 47,40 | 55,0   | 60,0   | 60,0   | 75,0    | 80,0    | 80,0    | 135,0 |
| 10      | Dika Toua             | Papua-Nowa Gwinea | 47,36 | 45,0   | 45,0   | 50,0   | 62,5    | 67,5    | 72,5    | 117,5 |
| —       | Donka Minczewa        | Bułgaria          | 47,62 | 80,0   | 80,0   | 82,5   | —       | —       | —       | —     |
| —       | Izabeła Dragnewa      | Bułgaria          | 47,78 | 80,0   | 85,0   | 85,0   | 100,0   | 105,0   | —       | DSQ   |